# Governatore di Montserrat
Il Governatore di Montserrat (in lingua inglese Governor of Montserrat) è il rappresentante della monarchia britannica per il Territorio Britannico d'Oltremare di Montserrat.
Dal 2018 è Andrew John Pearce.

## Storia
La carica del Governatore è istituita dal 1971.

## Funzioni
Nomina il Premier di Montserrat ogni 5 anni.

## Elenco dei governatori
| Nominativo                | Durata della carica         |
| ------------------------- | --------------------------- |
| Willoughby Harry Thompson | 1971 - 1974                 |
| Norman Derek Matthews     | 1974 - 1976                 |
| Gwilym Wyn Jones          | 1976 - 1980                 |
| David Kenneth Hay Dale    | 1980 - 1984                 |
| Arthur Christopher Watson | 1984 - 1987                 |
| Christopher J. Turner     | 1987 - 1990                 |
| David G. P. Taylor        | 1990 - 1993                 |
| Frank Savage              | 1993 - 1997                 |
| Tony Abbott               | 1997 - 2001                 |
| Howard A. Fergus          | 2001 (ad interim)           |
| Tony Longrigg             | 2001 - 2004                 |
| Howard A. Fergus          | 2004 (ad interim)           |
| Deborah Barnes Jones      | 2004 - 2007                 |
| John Skerritt             | 2007 (ad interim)           |
| Howard A. Fergus          | 2007 (ad interim)           |
| Peter Waterworth          | 2007 - 2011                 |
| Sarita Francis            | 2011 (ad interim)           |
| Adrian Davis              | 2011 - 2015                 |
| Alric Taylor              | 2015 (ad interim)           |
| Elizabeth Carriere        | 2015 - 2018                 |
| Lyndell Simpson           | 2018 (ad interim)           |
| Andrew John Pearce        | 1 febbraio 2018 - in carica |